# Perdita Durango
Perdita Durango és una pel·lícula hispano-mexicana de 1997 dirigida per Álex de la Iglesia, basada en la novel·la de Barry Gifford 59° and Raining: The Story of Perdita Durango. Està inspirada en la història de Magdalena Solís i la secta dels germans Hernández. La pel·lícula va ser la més cara del seu moment en Espanya, amb un pressupost d'uns 1.100 milions de pessetes (6,5 milions d'euros), encara que fos un desastre en taquilla amb 2.573.665,73 €

## Argument
Perdita Durango és un còctel explosiu de humor negre, amor, sexe, santeria i acció. Els seus protagonistes són una superdona sense escrúpols, Perdita Durango, i un atractiu assassí, Romeo Dolorosa. Després de segrestar una parella d'adolescents de bona família, aquests dos personatges emprenen un viatge sense retorn a través del costat salvatge del somni americà, disposats a complir l'encàrrec d'un capo mafiós: transportar un carregament de fetus des de la frontera mexicana fins a Las Vegas.

## Repartiment
- "Perdita Durango": Rosie Pérez
- "Romeo": Javier Bardem
- "Duane": Harley Cross
- "Estelle": Aimee Graham
- Catalina: Demian Bichir
- "Adolfo": Screamin' Jay Hawkins
- "Doyle": Alex Cox
- "Dumas": James Gandolfini
- "Marcello": Don Stroud
- "Shorty Dee": Santiago Segura
- "Skinny": David Villalpando
- "Doug": Miguel Galván

## Premis
Fotogramas de Plata 1997
| Categoria              | Candidat      | Resultat  |
| ---------------------- | ------------- | --------- |
| Millor actor de cinema | Javier Bardem | Guanyador |

XII Premis Goya
| Categoria                        | Candidat                             | Resultat  |
| -------------------------------- | ------------------------------------ | --------- |
| Millor direcció de producció     | José Luis Escolar Gutiérrez          | Guanyador |
| Millor maquillatge i perruqueria | José Quetglas Rubio Mercedes Guillot | Guanyador |
| Millor disseny de vestuari       | María Estela Fernández Glenn Ralston | Nominada  |
| Millor música original           | Simon Boswell                        | Nominada  |